# Christian Martin Joachim Frähn
Christian Martin Joachim Frähn (Rostock, 1782. június 4. – Szentpétervár, 1851. augusztus 28.) német orientalista és numizmatikus.

## Élete és pályafutása
Frähn a rostocki, a göttingeni és a tübingeni egyetemen tanult, elsősorban keleti nyelveket. 1806-ban a Rostocki Egyetem magántanára lett, 1807-ben a kazanyi egyetemen a keleti nyelvek professzora, 1817-től az Orosz Tudományos Akadémia tagja és Szentpéterváron könyvtárigazgató. Megalapította az akadémia Ázsiai Múzeumát, és 1818–1842 között az igazgatója volt. 
Az arab nyelvek, a muszlim történelem és a numizmatika területén munkássága alapvető fontosságú.

## Műveiből
- Numophylacium Orientale Pototianum. Riga: Hartmann, 1813
- Beiträge zur Muhammedanischen Münzkunde aus St. Petersburg: oder Auswahl seltener und merkwürdiger, bis dahin unbekannter Muhammedanischer Münzen aus dem Kabinet des P. Pflug. Berlin, 1820
- Antiquitatis Muhammedanae monumenta varia . St. Petersburg, 1820-22, 2 Bde.
- Ibn-Foszlan's und anderer Araber Berichte über die Russen älterer Zeit. Frähn, Christian Martin. - Frankfurt am Main : Inst. for the History of Arab.-Islamic Science, 1994, Reprint of the ed. St. Petersburg 1823 / Institute for the History of Arabic-Islamic Science at the Johann Wolfgang Goethe University Frankfurt am Main
  - Hamburg: Buske, 1976. Nachdr. d. Ausg. von 1823
- Numi kufici: ex variis museis selecti. St. Petersburg, 1823
- Ch. M. Fraehnii Recensio numorum Muhammedanorum Academiae imp. scient. Petropolitanae. St. Petersburg 1826, Nachtrag, 1855
- Ueber Alte Sued-Sibirische Graeberfunde Mit Inschriften Von Gewissem Datum. St. Petersburg, 1837
- Sammlung kleiner Abhandlungen die muhammedanische Numismatik betreffend. Leipzig, 1839; neue Sammlung, Petersburg, 1844)
- Miscellen aus dem Gebiete der Orientalischen Litteratur St. Petersburg, 1840
- Cosmographie de Dimeschky. St. Petersbourg: Impr. de l'Acad. Impér. des Sciences, 1866

## Fordítás
- Ez a szócikk részben vagy egészben a Christian Martin Joachim Frähn című német Wikipédia-szócikk ezen változatának fordításán alapul.  Az eredeti cikk szerkesztőit annak laptörténete sorolja fel. Ez a jelzés csupán a megfogalmazás eredetét és a szerzői jogokat jelzi, nem szolgál a cikkben szereplő információk forrásmegjelöléseként.